# Danube de Moson
Le Danube de Moson constitue un long bras du Danube, prenant naissance entre les localités slovaques de Rusovce et Čunovo. Il serpente sur 125 km le long de la rive sud du Szigetköz avant de rejoindre le Danube à Vének. Son cours en Hongrie s'étend sur 121,5 km, recevant notamment les eaux de la Rábca et de la Rába à Győr.
Principal cours d'eau de Győr, le Danube de Moson joua un rôle défensif autour du château médiéval de la ville. Aujourd'hui, il marque la séparation entre plusieurs quartiers et constitue un élément clé du paysage urbain.

## Hydrographie et bassin versant
Il y a environ trois millions d'années, la plaine de Kisalföld était encore recouverte par la mer de Pannonie. L'accumulation de sédiments apportés par les cours d'eau en provenance de l'ouest a progressivement formé un delta saumâtre, puis a donné naissance aux terres émergées. À la fin du Pliocène, le Danube primitif a modifié son cours en direction de l'est, établissant ainsi la structure initiale du réseau hydrographique actuel.
Le bassin versant du Danube de Moson comprend celui de la Leitha et de ses canaux gauche et droit, ainsi que celui de la Rábca. En Hongrie, le bassin de la Leitha couvre 71,2 km² et présente un faible dénivelé. La porosité élevée de ses sols favorise la formation d'eaux souterraines lors des crues. Quant à la Rábca, son bassin versant s'étend sur 4 886 km², bien que son réseau soit partiellement réduit par l'effet régulateur du Lac de Neusiedl et de la Répce. Le canal principal du Hanság draine ces eaux vers le Danube de Moson, participant au système de gestion hydrologique de la région.
Avant sa régulation, le Danube de Moson connaissait des crues fréquentes qui affectaient gravement les environs de Győr. Afin de prévenir ces inondations, des digues ont été érigées entre Vének et Mecsér sur la rive droite et entre l'embouchure et Dunaszentpál sur la rive gauche. Un autre aménagement majeur a été la construction du canal industriel.
Entre 1980 et 1984, un raccourci fluvial a été creusé en amont de Győr, dans la forêt épiscopale, réduisant la longueur du cours de 4 250 à 2 200 mètres. Cet ouvrage, conçu pour optimiser l'écoulement des eaux, présente une largeur de 75 mètres à la base et de 120 mètres au sommet, avec une profondeur de 2,5 à 3 mètres. Son débit calme en fait un site propice à l'organisation de compétitions nautiques internationales. L'ancien bras du fleuve a été isolé par des écluses, formant une lagune à faible courant qui constitue aujourd'hui la plage fluviale Aranypart, très prisée des habitants de Győr.
Un événement marquant a eu lieu le 24 octobre 1992, avec la dérivation du Danube à Čunovo, dans le cadre du projet controversé des barrages de Gabčíkovo-Nagymaros. Cette décision, prise unilatéralement par la Tchécoslovaquie, a détourné le fleuve dans un canal artificiel de 40 km, réduisant considérablement le débit du bras principal et entraînant un assèchement, un envasement et une baisse du niveau des eaux souterraines, perturbant gravement l'équilibre écologique du Szigetköz.
Au cours des décennies suivantes, de nombreux aménagements hydrauliques ont été réalisés sur le Danube de Moson pour pallier ces effets, notamment la construction de seuils et d'écluses. Entre 2017 et 2022, un système de régulation du niveau de l'eau a été mis en place sur l'île Tordai, face au port de Gönyű, afin de stabiliser le débit et de restaurer les milieux aquatiques. Cet ouvrage comprend une écluse et une passe à poissons, assurant un meilleur équilibre écologique et une gestion durable des ressources en eau.